# Könyves-Kolonics József
Könyves-Kolonics József (Nagylak, 1884. január 28. – Makó, 1955. május 29.) magyar ügyvéd, országgyűlési képviselő.

## Életpályája
Középiskoláit Makón, Aradon és Nyíregyházán végezte el. Jogot végzett a kolozsvári egyetemen. 1906-tól Makón és Szegeden volt ügyvédjelölt. 1908-ban katonának állt. 1911-ben Marosvásárhelyen ügyvédi vizsgát tett, szülővárosában ügyvéd lett. 1912-ben az időközi választáson köztársasági programmal a megyei törvényhatósági bizottság tagja lett. 1913-ban újraválasztották. Ő volt az első olyan személy Magyarországon, aki köztársasági programmal politikai megbízást kapott. 1914-ben politikai izgatás miatt fogházba került. 1915-ben katonának állt; újoncképző és hadbíró volt. 1920-ban Makón dolgozott ügyvédként. A Függetlenségi és 48-as Kossuth Párt tagja lett. 1926-ban az országgyűlési képviselő-választáson jelölt lett. 1927-től a Magyarországi Szociáldemokrata Párt tagja lett. 1928-ban megszervezte az Újvárosi Társaskört, melynek taglétszáma több mint 100 fő volt. 1930-ban pártvezér lett. 1932-ben Makó ügyésze lett. 1935-ben képviselő-jelölt lett. 1944 áprilisában nyugdíjba kellett vonulnia, de mint veszélyes személynek hetente kellett a rendőrségen megjelennie 1944 szeptemberéig. 1944. szeptember 26-án megbízták Makó város polgármesteri munkáinak elvégzésével, mint városparancsnoki tiszt. 1945-ben kiszorult a politikából, 1945. március 28-án Makó tiszteletbeli főügyésze lett. 1945 novemberében megalapította a Polgári Demokrata Pártot, de a párt tagjaként mandátumot nem kapott. 1950-ben állásából eltávolították, nyugdíjat sem kapott.
Elnöke volt a Makó és Vidéke Hagyma és Zöldségtermelők Egyesületnek.
Sírja a makói római katolikus temetőben található.
1974. szeptember 26-án emléktáblát avatták tiszteletére Makón.

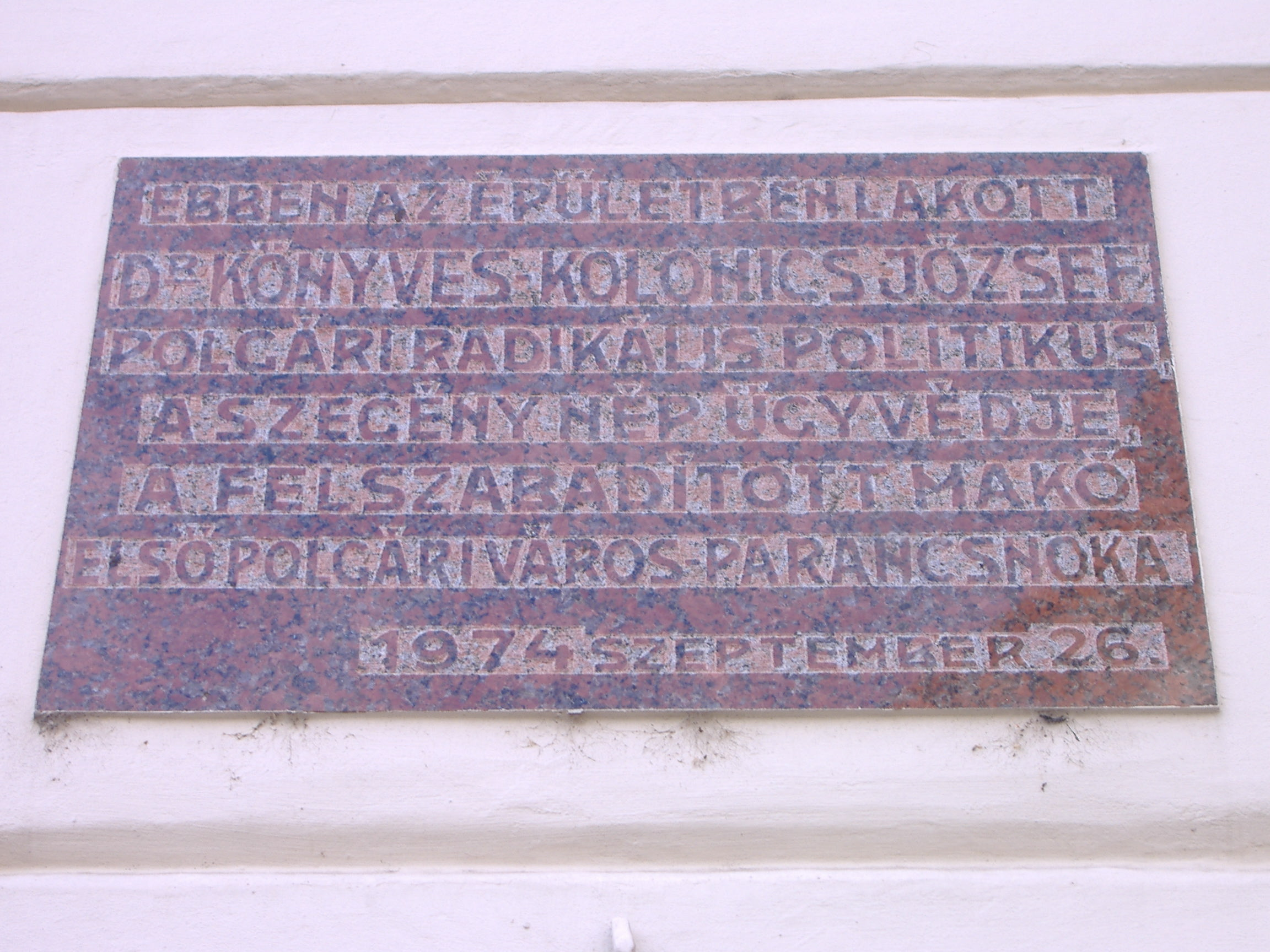
Könyves-Kolonics József politikus emléktáblája Makón

## Családja
Édesapja Kolonics József bognármester volt. Könyves Sámuel nevére vette, így kapta a Könyves nevet. 1905-ben/1909-ben házasságot kötött Nagylakon Becker Arankával. Három gyermekük született.